# Елітне суспільство
«Елітне суспільство» (англ. The Bling Ring, від назви банди грабіжників) — кримінальна драма режисерки, продюсерки і сценаристки Софії Копполи, що вийшла 2013 року. У головних ролях Кеті Чанґ, Ізраель Брассард, Емма Вотсон. Стрічка створена на основі статті «Підозрювана носила лубутени» Ненсі Джо Сейлс.
Продюсером також були Роман Коппола і Юрі Генлі. Вперше фільм продемонстрували 16 травня 2013 року у Франції на Каннському кінофестивалі. В Україні у кінопрокаті прем'єра фільму відбулася 25 липня 2013 року.

## Сюжет
Реальна історія про підлітків, що грабували помешкання американських знаменитостей. Було пограбовано маєтки Періс Хілтон, Орландо Блума, Ліндсі Лохан та інші. Друзі викрадали одяг, коштовності, бажаючи дізнатися як живуть їхні кумири.
Марк Голл є новачком в Індіан-Хіллс хай скул у Аґура-Гіллз. Тут він зустрічає Ребеку Ен, на вечірці у домі якої вони починають з крадіжки з припаркованої на вулиці машини.
Вони з іншими співучасниками попадають у нічний клуб, де тусують з Періс Гілтон. Вони починають грабувати маєтки відомих людей. Ці події стають відомі ЗМІ, яке прозвало угруповання «Шикуюче коло». Дівчата хизуються своїми злочинами найближчому оточенню у школі.
Гурт потрапляє за ґрати й отримую вирок з вимогою виплати мільйонних збитків. Ребека та Марк валять роль ватажка один на іншого. Ребека на спілкуванні з пресою хизується тим, що сиділа по сусідству зі своєю кумиркою Ліндсі Лохан та що про неї написав вебсайт.

## У ролях
| Актор           | Персонаж                       | Роль                   |
| --------------- | ------------------------------ | ---------------------- |
| Кеті Чанґ       | Ребека Ен англ. Rebecca Ahn    | подруга Марка          |
| Ізраель Бруссар | Марк Голл англ. Marc Hall      | студент, друг Ребеки   |
| Емма Вотсон     | Нікі Мур англ. Nicki Moore     | подруга Ребеки         |
| Таісса Фарміга  | Сем Мур англ. Sam Moore        | прийомна сестра Ребеки |
| Клер Жюльєн     | Хлоя Тейнер англ. Chloe Tainer |                        |
| Майка Монро     |                                | дівчина на пляжі       |

камео
- Періс Гілтон
- Кірстен Данст

## Виробництво
Дія фільму відбувається з 2008 по 2009 рік.
Перед зніманням команда акторів за розпорядженням Софії Копполи виконала фальсифіковану крадіжку зі зломом, щоб режисер могла поспостерігати за тим, які помилки вони роблять.
Сцена в будинку Періс Хілтон була насправді знятою там.
Під час знімання у Емми Вотсон вкрали гаманець. Також Емма сказала, що в процесі підготовки до своєї ролі вона переглянула «тонну реаліті-шоу», в тому числі «Голлівудські пагорби» (2006—2010) і «Сімейство Кардашьян» (2007). Вона слухала й альбом Брітні Спірс «Femme Fatale», щоб краще перейнятися настроєм свого персонажа.
Перший фільм з Еммою Вотсон, який не був оснований на книзі.
Клер Еліс Жюльєн — єдина корінна мешканка Лос-Анджелеса з акторського складу. Вона допомагала іншим акторам у вивченні діалекту Калабасаса.
Останній фільм оператора Харріса Савідіса, він помер в жовтні 2012 року, через шість місяців після закінчення основних зйомок. Коли він захворів в процесі зйомок, у проєкт запросили Кріса Бловелта, щоб закінчити фільм.
Третій фільм Софії Копполи, в якому є танці біля жердини.

## Сприйняття

### Критика
Фільм отримав позитивно-змішані відгуки: Rotten Tomatoes дав оцінку 60 % на основі 180 відгуків від критиків (середня оцінка 6,3/10) і 34 % від глядачів із середньою оцінкою 2,9/5 (28,398 голосів). Загалом на сайті фільми має змішаний рейтинг, фільму зарахований «стиглий помідор» від кінокритиків, проте «розсипаний попкорн» від глядачів, Internet Movie Database — 5,7/10 (40 645 голосів), Metacritic — 66/100 (40 відгуків критиків) і 6,4/10 від глядачів (144 голоси). Загалом на цьому ресурсі від критиків і від глядачів фільм отримав позитивні відгуки.

### Касові збори
Під час показу у США протягом першого (вузького, зі 14 червня 2013 року) тижня фільм показали у 5 кінотеатрах і він зібрав 214,395 $, що на той час дозволило йому зайняти 21 місце серед усіх прем'єр. Наступного (широкого, зі 21 червня 2013 року) тижня фільм показали у 650 кінотеатрах і він зібрав 2,001,903 $ (11 місце). Показ фільму протривав 91 день (13 тижнів) і завершився 12 вересня 2013 року. За цей час фільм зібрав у прокаті у США 5,845,732  доларів США, а у решті країн 13,300,000 $ (за іншими даними 6,561,759 $), тобто загалом 19,145,732 $ (за іншими даними 12,407,491 $) при бюджеті 15 млн $.

### Нагороди і номінації[11]
| Рік  | Нагорода                  | Категорія                      | Номінант      | Результат |
| ---- | ------------------------- | ------------------------------ | ------------- | --------- |
| 2013 | Каннський кінофестиваль   | Особливий погляд               | Софія Коппола | Номінація |
| 2013 | Women in Film Lucy Awards | Dorothy Arzner Directors Award | Софія Коппола | Перемога  |

### Виноски
1. 1 2  The Bling Ring: Release Info (англ.). Internet Movie Database. Архів оригіналу за 25 червня 2013. Процитовано 17 лютого 2014.
2. 1 2  Елітне суспільство. Kino-teatr.ua. Архів оригіналу за 22 лютого 2014. Процитовано 17 лютого 2014.
3. 1 2  The Bling Ring (англ.). Internet Movie Database. Архів оригіналу за 24 лютого 2014. Процитовано 17 лютого 2014.
4. 1 2 3 4  The Bling Ring (англ.). Box Office Mojo. Архів оригіналу за 23 серпня 2019. Процитовано 17 лютого 2014.
5. 1 2 3 4  The Bling Ring (англ.). The Numbers.com. Архів оригіналу за 21 лютого 2014. Процитовано 17 лютого 2014.
6. ↑  The Bling Ring (англ.). Allmovie. Архів оригіналу за 23 лютого 2014. Процитовано 17 лютого 2014.
7. ↑  The Bling Ring: Full Cast & Crew (англ.). Internet Movie Database. Архів оригіналу за 30 червня 2013. Процитовано 17 лютого 2014.
8. 1 2  The Bling Ring (2013) - IMDb, архів оригіналу за 22 березня 2017, процитовано 28 серпня 2019
9. ↑  The Bling Ring (англ.). Rotten Tomatoes. Архів оригіналу за 27 лютого 2014. Процитовано 17 лютого 2014.
10. ↑  The Bling Ring (англ.). Metacritic. Архів оригіналу за 19 березня 2014. Процитовано 17 лютого 2014.
11. ↑  The Bling Ring: Awards (англ.). Internet Movie Database. Архів оригіналу за 13 липня 2013. Процитовано 17 лютого 2014.